# Johann Sahulka

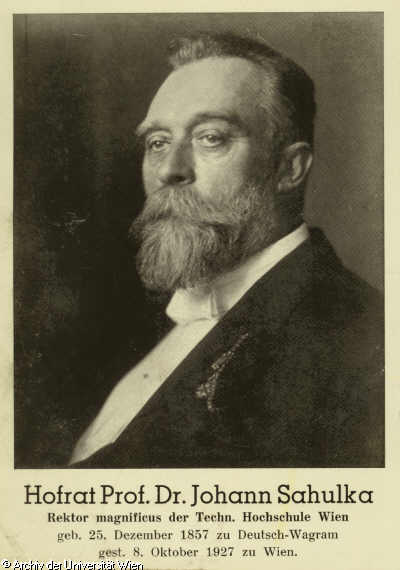
Johann Sahulka.

Johann Sahulka (Deutsch-Wagram, 25 de fevereiro de 1857 — Viena, 8 de outubro de 1927) foi um engenheiro eletricista austríaco. Foi professor da Universidade Técnica de Viena.
Descobriu que arcos de mercúrio agem como um circuito retificador.